# Christian Seiler (Jurist)
Christian Seiler (* 17. April 1967 in Dortmund) ist ein deutscher Rechtswissenschaftler.

## Leben
Nachdem Seiler von 1977 bis 1986 das Max-Planck-Gymnasium in Dortmund besucht, das Abitur abgelegt und von 1986 bis 1989 eine Ausbildung zum Bankkaufmann bei der Dresdner Bank in Dortmund gemacht hatte, war er einige Jahre bei der Dresdner Bank sowie als Kreditsachbearbeiter bei der Bank of Sturgeon Bay, Sturgeon Bay, Wisconsin (USA) beschäftigt.
Von 1989 bis 1990 war Seiler bei der Bundeswehr und nahm zum Wintersemester 1990/91 das Studium der Rechtswissenschaft an der Albert-Ludwigs-Universität Freiburg auf. Nach einem Wechsel an die Universität Heidelberg legte er 1995 das Erste Juristische Staatsexamen ab. Nach dem Referendariat in Baden-Württemberg von 1995 bis 1997 am Landgericht Heidelberg legte er 1997 das Zweite Juristische Staatsexamen ab.
1997 wurde Seiler wissenschaftlicher Mitarbeiter und 1999 promoviert. 2001 war er wissenschaftlicher Assistent am Institut für Finanz- und Steuerrecht der Universität Heidelberg, Lehrstuhl Paul Kirchhof. Seiler habilitierte sich, so dass ihm 2003 die Lehrbefugnis für „Öffentliches Recht, Europarecht, Verfassungsgeschichte, Allgemeine Staatslehre sowie Steuerrecht“ erteilt wurde. 2004 wurde er zum Hochschuldozenten ernannt. Von 2003 bis 2004 vertrat er verschiedene Professuren an der Universität Heidelberg. Zwischen 2004 und 2009 war er ordentlicher Professor an der Universität Erfurt. Seit dem Sommersemester 2009 ist er ordentlicher Professor an der Universität Tübingen und Inhaber des Lehrstuhls für Staats- und Verwaltungsrecht, Finanz- und Steuerrecht.
Am 24. Mai 2012 wurde Seiler zum Richter am Staatsgerichtshof für das Land Baden-Württemberg gewählt, der seit dem 5. Dezember 2015 Verfassungsgerichtshof für das Land Baden-Württemberg heißt. Am 1. Juli 2021 wurde er wiedergewählt.
Christian Seiler ist verheiratet und hat vier Kinder.

## Mitgliedschaften
- Vereinigung der Deutschen Staatsrechtslehrer
- Deutsche Steuerjuristische Gesellschaft

## Schriften (Auswahl)
- Der einheitliche Parlamentsvorbehalt (= Schriften zum Öffentlichen Recht. Bd. 825). Duncker & Humblot, Berlin 2000, ISBN 3-428-10166-9 (Dissertation, Universität Heidelberg, 1999).
- Auslegung als Normkonkretisierung (= Heidelberger Forum. Bd. 111). C.F. Müller, Heidelberg 2000, ISBN 3-8114-2149-2.
- Der souveräne Verfassungsstaat zwischen demokratischer Rückbindung und überstaatlicher Einbindung (= Jus publicum. Bd. 124). Mohr Siebeck, Tübingen 2005, ISBN 3-16-148373-1 (Habilitationsschrift, Universität Heidelberg, 2003).